# Семейная сцена
«Семейная сцена» (фр. Scènes de ménage) — французский художественный фильм режиссёра Андре Бертомьё 1954 года.

## Сюжет
Три подруги — Аглая, Валентина и Эрнестина — за чаем заводят разговор о своих мужьях. Каждая выставляет своего мужа на посмешище и рассказывает о своих методах манипулировать им.

## В главных ролях
- Софи Демаре — Аглая
- Мария Дамс — Валентина Триэль
- Марта Меркадье — Эрнестина Булингрен
- Луи де Фюнес — месье Булингрен, муж Эрнестины
- Бернар Блие — муж Аглаи
- Франсуа Перье — месье Триэль, журналист
- Жан Ришар — месье Рийэтт
- Лили Бонтемпс — певица
- Соланж Сертен — горничная
- Мишель Филипп — Матильда